# Polder Söllingen/Greffern

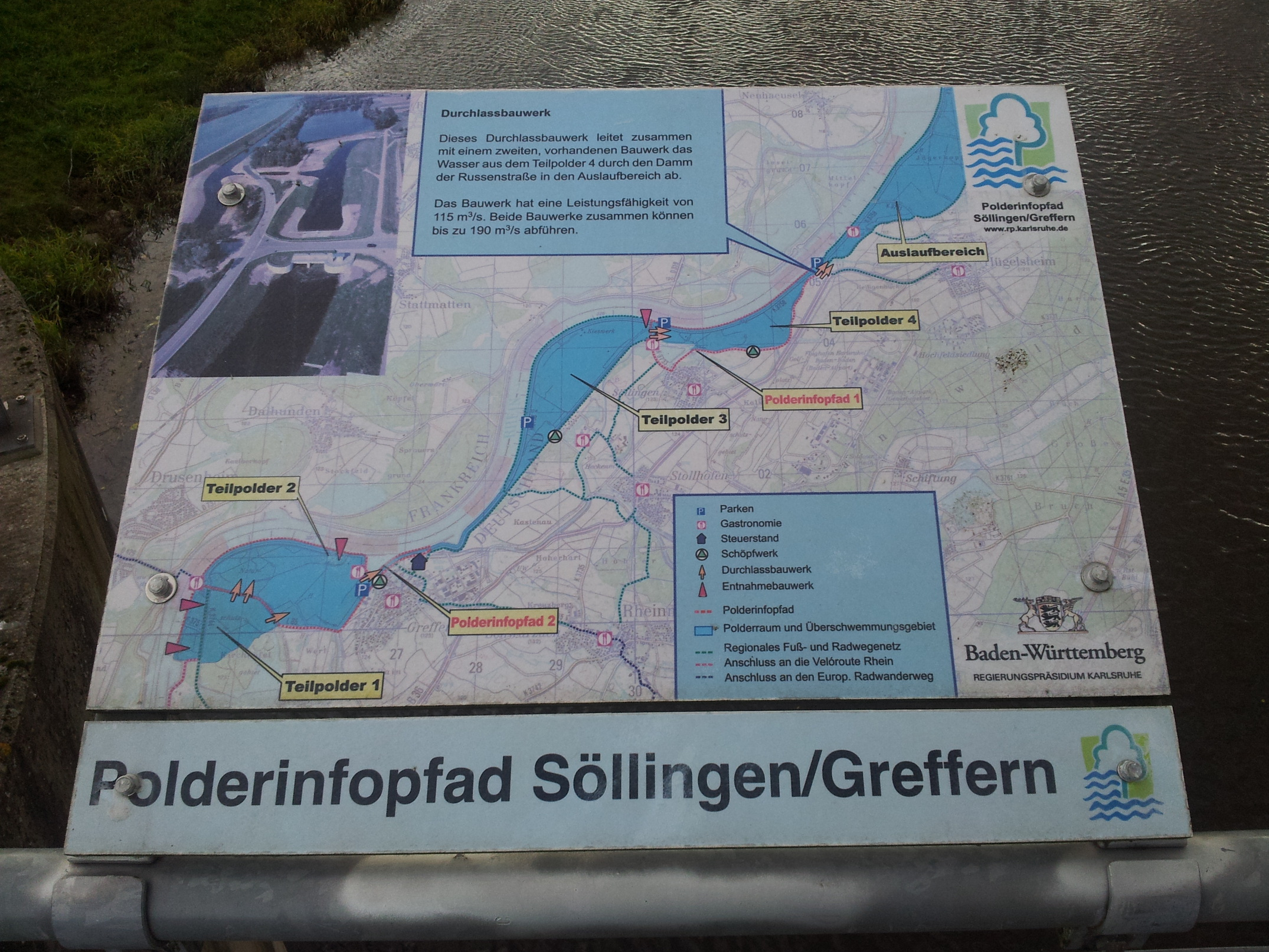
Infotafel Polder Söllingen/Greffern

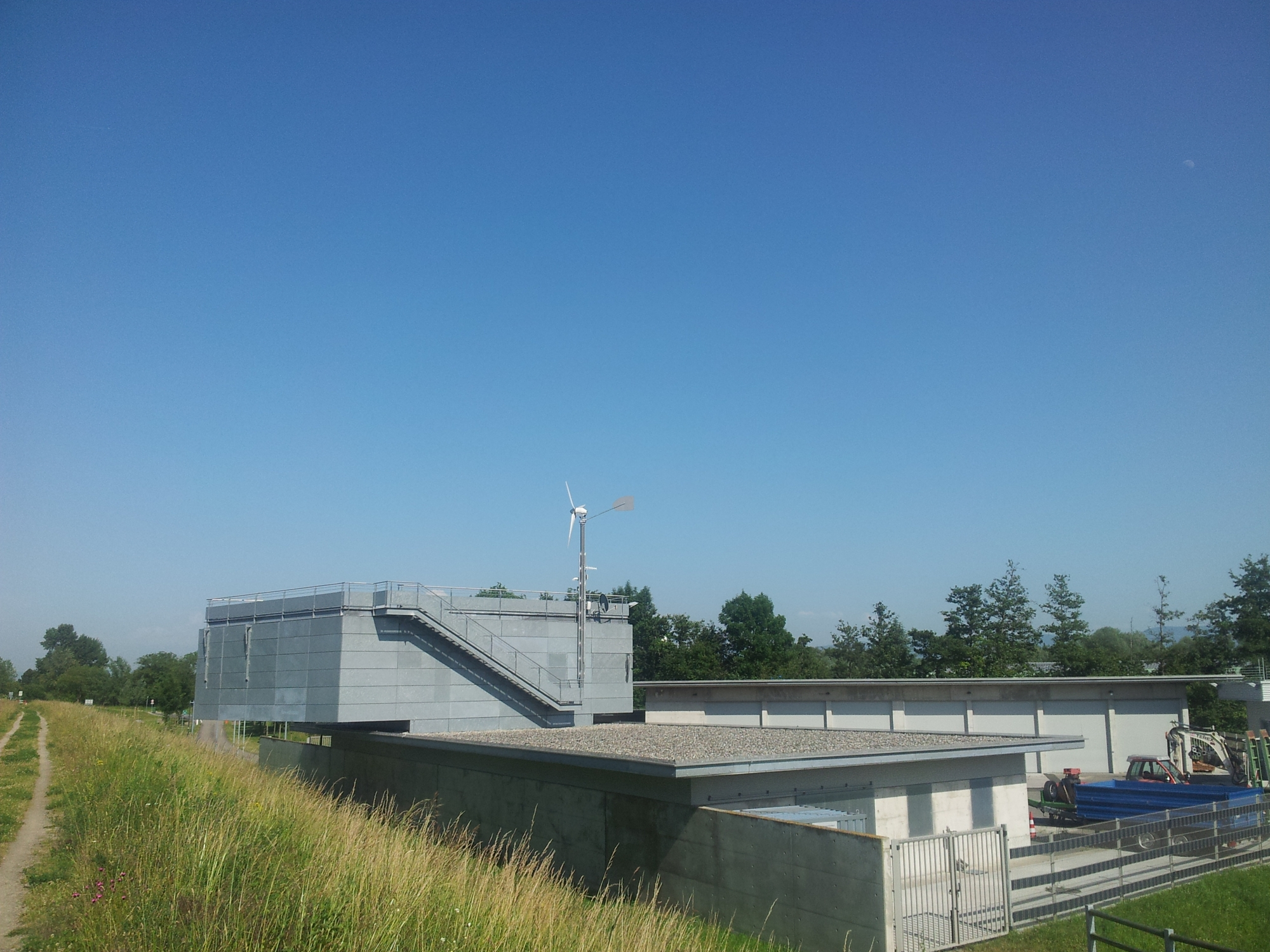
Betriebszentrale

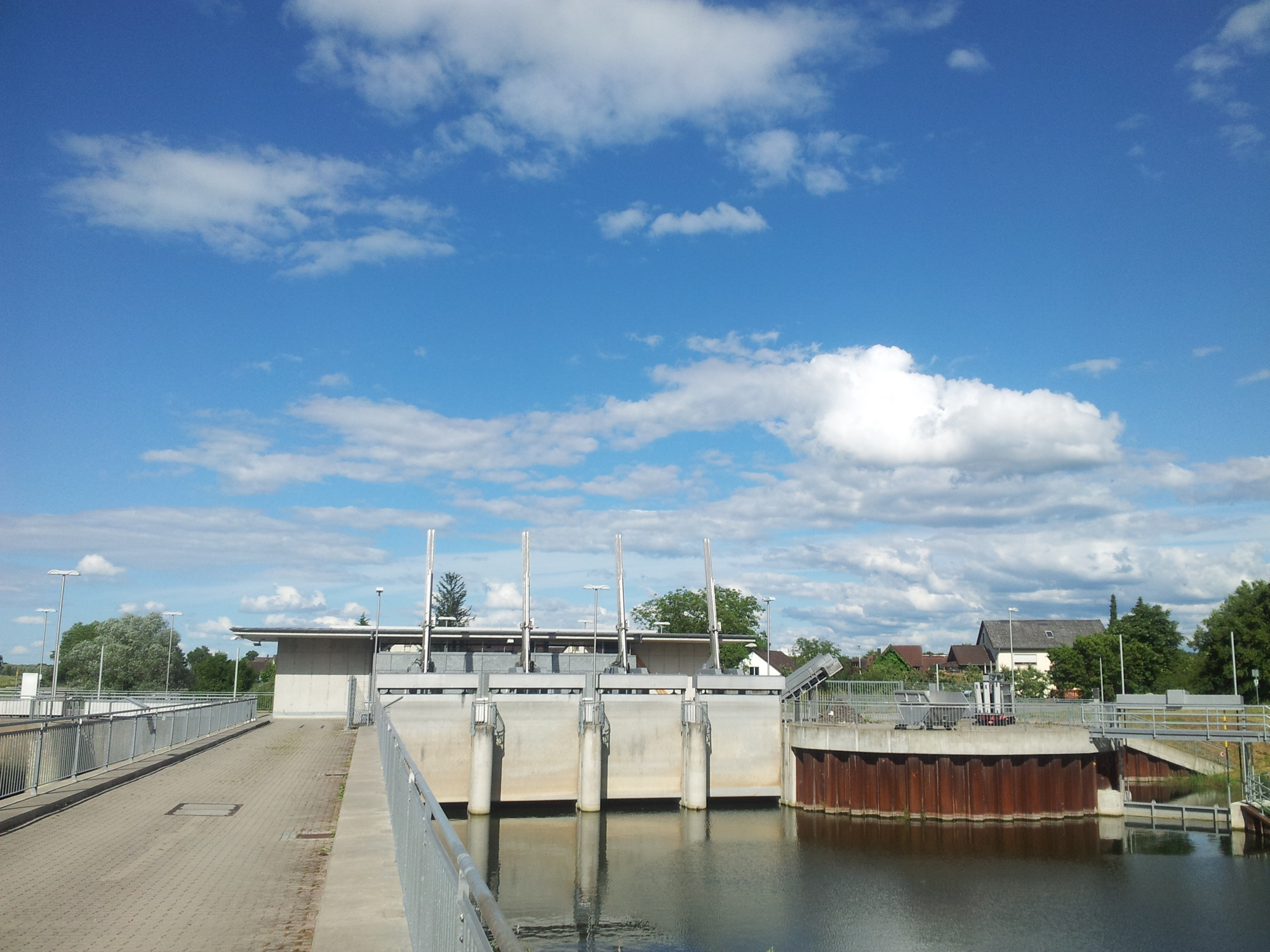
Acherschöpfwerk bei Greffern

Der Polder Söllingen/Greffern ist ein Rückhalteraum zum Schutz vor Hochwasser am Oberrhein. Bei den Ortsteilen Söllingen und Greffern der Gemeinde Rheinmünster im Landkreis Rastatt gelegen, kann der zwischen 1998 und 2005 gebaute Polder auf einer Fläche von 580 Hektar bis zu 12 Millionen Kubikmeter Wasser aufnehmen.
Der Bau des Polders war Teil des Integrierten Rheinprogramms, mit dem Überflutungsflächen zurückgewonnen werden sollten, die beim Bau von Staustufen am Oberrhein ab 1928 verloren gingen. Der Verlust an Überflutungsflächen wird dafür verantwortlich gemacht, dass der Ausbauquerschnitt des Rheins unterhalb der Staustufe Iffezheim nicht mehr ausreicht, um große Hochwasser ohne die Gefahr von Dammbrüchen abzuleiten. Insgesamt sollen in Baden-Württemberg im Zuge des Integrierten Rheinprogramms 13 neue Rückhalteräume geschaffen werden.
Der aus vier Teilpoldern bestehende Rückhalteraum liegt in einem Gebiet, das überwiegend bewaldet ist oder für die Kiesgewinnung in Baggerseen genutzt wird. Teilflächen gehören zum Naturschutzgebiet Rheinknie Alter Kopfgrund. Für den Bau waren über 100 Einzelmaßnahmen erforderlich: Im Rheinseitendamm wurden vier Entnahmebauwerke errichtet, durch die bis zu 445 Kubikmeter Rheinwasser pro Sekunde in die Polderflächen fließen können. Zur Binnenseite wird der Polder überwiegend durch vorhandene, reaktivierte Hochwasserdämme abgegrenzt; auf vier Kilometer Länge wurden neue Dämme gebaut. Zur Verbindung der vier Teilpolder und um vorhandene Straßen und Wege befahrbar zu halten, wurden zahlreiche Durchlässe errichtet. Kreuzungen von untergeordneten Wegen mit Gewässern innerhalb des Polders wurden auch als Furten ausgebaut. Um zu hohe Grundwasserstände im Binnenland zu vermeiden, wurden drei Schöpfwerke errichtet. Ein bei Greffern gebautes Schöpfwerk dient dem Abfluss der Acher, deren Unterlauf als Verbindung der Teilpolder genutzt wird. Im Ortsbereich von Greffern, das unmittelbar an den Polder angrenzt, wurde eine Brunnengalerie gebaut, um den Grundwasserstand absenken zu können. Ebenfalls in Greffern entstand die Betriebszentrale für Polder. Zur Information der Bevölkerung entstanden zwei Polderinfopfade.
Insgesamt wurden 67,5 Millionen Euro investiert, wovon 40 Prozent der Bund und je 20 Prozent die Länder Baden-Württemberg, Hessen und Rheinland-Pfalz trugen. Nach anderen Angaben betrugen die Baukosten 80,1 Millionen Euro.

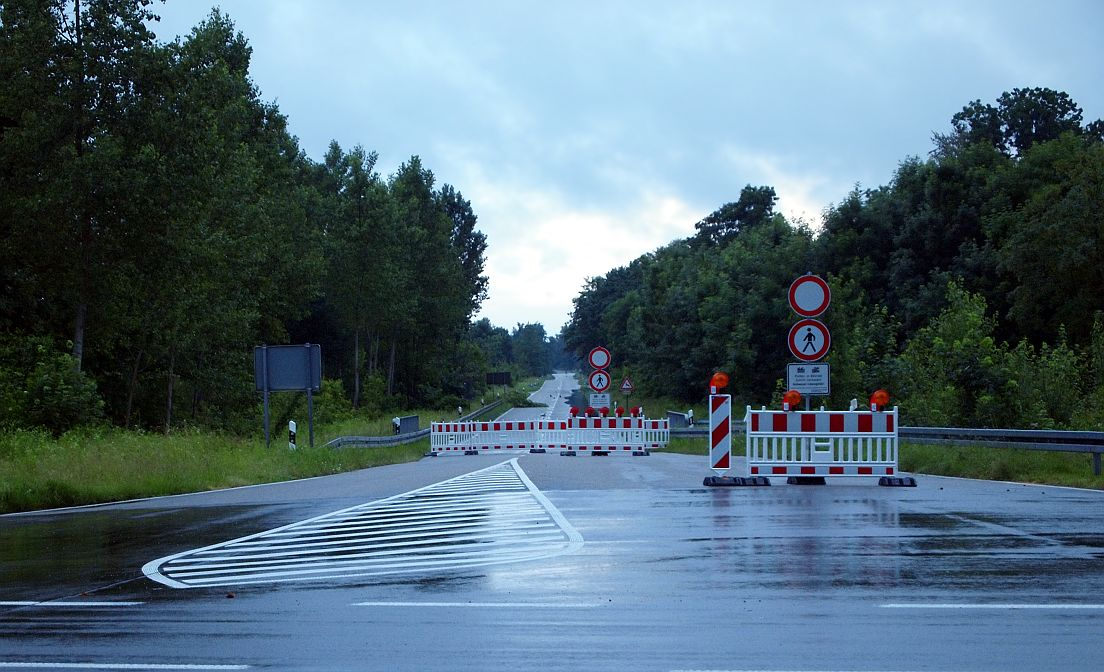
Polder ›in Betrieb‹, Straßen gesperrt

Im Dezember 2010 wurde ein Rheinhochwasser genutzt, um den Polder erstmals vollständig zu füllen. Nach Angaben des Regierungspräsidiums Karlsruhe, das Betreiber der Anlage ist, verlief dieser Belastungstest erfolgreich. Es wird damit gerechnet, dass eine Flutung des Polders zum Schutz vor Hochwasser im Mittel alle 30 Jahre erforderlich sein wird. Außerdem erfolgen sogenannte ökologische Flutungen, bei denen Rheinwasser an ungefähr 190 Tagen pro Jahr durch die Gewässer des Polders geleitet wird. An circa sechs Tagen pro Jahr wird auch das Gelände des Polders außerhalb der Gewässer überflutet. Durch die ökologischen Flutungen sollen „auenähnliche Verhältnisse“ hergestellt werden, so dass die Wälder und Lebensgemeinschaften im Poldergebiet auf eine vollständige Überflutung vorbereitet werden. Ökologische Flutungen werden durchgeführt, wenn der Abfluss des Rheins 1100 Kubikmeter pro Sekunde übersteigt. Dabei fließen bis zu 49 Kubikmeter pro Sekunde durch den Polder. Bei Flutung werden auch höhergelegene Flächen gesperrt, um dem Wild ungestörte Fluchträume zu bieten.
An der Planung der ökologischen Flutungen war das Rastatter Auen-Institut des WWF beteiligt, das 1992 für den Polder Söllingen/Greffern die Umweltverträglichkeitsstudie erstellte. Der Leiter des Auen-Instituts, Emil Dister, nannte gegenüber der Stuttgarter Zeitung den Polder Söllingen/Greffern ein besonders gravierendes Beispiel für die langsame Realisierung des Integrierten Rheinprogramms, gleichwohl es keine nennenswerten Widerstände von Kommunen oder Bürgerinitiativen gegeben habe. Im Juni 2013 war die Genehmigung für den Regelbetrieb des Polders noch nicht erteilt. Im 1998 durchgeführten Planfeststellungsverfahren waren 429 Einwendungen erhoben worden, wovon rund 400 befürchtete Probleme mit Grund- und Druckwasser betrafen.
Der Polder wird befüllt, wenn der Abfluss am Pegel Kehl-Kronenhof 4200 und am Pegel Maxau bei Karlsruhe 4600 Kubikmeter pro Sekunde übersteigt. Der Polder wird entleert, wenn der Abfluss in Maxau unter 3700 Kubikmeter pro Sekunde gefallen ist.
Auf der elsässischen Rheinseite liegt gegenüber dem Auslaufbereich des Polders Söllingen/Greffern der Polder Moder.